# República Socialista de los Trabajadores de Finlandia
La República Socialista de los Trabajadores de Finlandia (en finés: Suomen sosialistinen työväentasavalta; en sueco: Finlands socialistiska arbetarrepubliken) fue un gobierno socialista finlandés, establecido por una revolución justo antes de la guerra civil finlandesa y durante las secuelas de la Revolución de octubre de 1917. No adopta este nombre hasta el 28 de enero de 1918, por decreto del Sóviet de Helsinki (entonces llamado Consejo Popular de Helsinki). 
La revolución fue iniciada por la facción pro-bolchevique del Partido Socialdemócrata de Finlandia. Los consejos populares (kansanvaltuuskunta), que serían llamados hoy en día sóviets, estaban organizados por socialistas finlandeses, con el Sóviet de Helsinki como la sede de gobierno. El nuevo Estado negoció un tratado de amistad con la República Socialista Federativa Soviética de Rusia (RSFSR), que fue ultimado el 1 de marzo y firmado en Petrogrado. La Guardia Roja finlandesa fue derrotada a finales de abril de 1918 en la guerra civil finlandesa por la Guardia Blanca, apoyada por unas crepitantes fuerzas armadas del Imperio Alemán. 
El programa y el borrador de constitución de la República Socialista de los Trabajadores de Finlandia, escrito por Otto Ville Kuusinen, fue influenciado por ideales socialdemócratas, por las ideas generalmente liberales de la Declaración de Independencia de los Estados Unidos y por el sistema cantonal suizo. El principal objetivo era la reforma social, y el medio declarado para conseguir esto era la democracia parlamentaria basada en el principio de soberanía del pueblo y de autodeterminación nacional. El concepto marxista de dictadura del proletariado estaba ausente del programa, a pesar del interés entre algunos socialdemócratas finlandeses en establecer una. La República Socialista de los Trabajadores de Finlandia fue, no obstante, apoyada por la RSFSR, que también respaldaba gobiernos comunistas moderados en Hungría y Baviera. 
Los socialistas finlandeses comenzaron la guerra casi completamente con el control del sur industrial del país, mientras que sus enemigos blancos dominaban las regiones más grandes del norte pero escasamente pobladas. La entrada de los finlandeses blancos entrenados por los alemanes y la propia Reichswehr en Finlandia forzó a la República Socialista de los Trabajadores de Finlandia a depender mucho de la ayuda soviética, militar y económicamente, que era escasa, ya que la RSFSR estaba ocupada con la Guerra Civil Rusa. Los rojos fueron derrotados y decenas de miles de socialdemócratas cayeron víctimas del Terror Blanco, el resto pasando a la clandestinidad o huyendo del país. En los meses siguientes, el partido se escindió con una facción de los refugiados formando el Partido Comunista de Finlandia en el exilio de Moscú.

## Constitución
La Delegación del pueblo finlandés, principalmente Otto Ville Kuusinen, formuló y presentó, el 23 de febrero de 1918, un proyecto de constitución de la Finlandia Roja, sobre la base de los principios y la mentalidad de la socialdemocracia finlandesa. El concepto marxista de dictadura del proletariado estaba ausente del programa. En cambio, representó una idea del "socialismo democrático" y fue influenciado por las constituciones de Suiza y Estados Unidos, y la Revolución Francesa.  El modelo de constitución incluía la mayoría de los derechos civiles democráticos para los ciudadanos finlandeses, incluido un amplio uso del referéndum en la toma de decisiones políticas, pero los derechos de propiedad privada fueron excluidos y otorgados a  administración estatal y local.  El borrador nunca se formuló ni aprobó finalmente en la Finlandia Roja, antes de la derrota de RSTF en la guerra de 1918.
La situación política después de la "Revolución de enero" en Finlandia planteó una cuestión importante en términos del proyecto de constitución, entre los finlandeses (moderados) socialistas. Surgió la pregunta de si el poder obtenido a través de la revolución permitiría a la democracia una verdadera oportunidad en la sociedad finlandesa. La relación entre democracia y revolución fue contradictoria para los socialistas, ya que la revolución de febrero empoderó al Parlamento finlandés rojo, hasta julio de 1917;  La restauración del poder de los socialistas en el Parlamento fue uno de los principales objetivos de la Revolución de enero de 1918.

## Objetivos
La Finlandia roja fue un intento de establecer una nación socialista, basada en el legado de la cultura escandinava-finlandesa, las ideas socialistas que se originaron en Europa Central y el nacionalismo finlandés, incluidos los planes para expandir el territorio finlandés.  Sus visiones políticas incluían principios de democracia, pero como la Finlandia Roja era principalmente la formación de una revolución y una guerra civil, los actos de violencia y guerra se enfatizaron en la política. Los Guardias Rojos incluían una facción menor de bolcheviques finlandeses que apoyaban la asociación de la RSTF con la Rusia soviética. La Finlandia Roja nunca obtuvo un verdadero estatus y forma de estado y república ya que los rojos perdieron la Guerra Civil el 5 de mayo de 1918.

## Geografía
El área geográfica de la Finlandia roja, así como la línea del frente entre la Finlandia blanca y la roja, tomaron forma aproximadamente entre el 28 de enero y el 3 de febrero de 1918, y se mantuvo prácticamente sin cambios hasta la ofensiva general de los blancos en marzo.  1918.

## Relaciones con Rusia
Aunque la República Socialista de los Trabajadores de Finlandia fue apoyada por la República Socialista Federativa Soviética de Rusia (RSFSR), dirigida por Vladimir Lenin, y el 1 de marzo de 1918 se firmó el Tratado Rojo entre estos dos inestables estados socialistas, nunca se logró un nivel ideal de cooperación y coordinación, debido a que ambos estados estaban preocupados por sus respectivas guerras civiles.  El objetivo de la mayoría de los Rojos finlandeses era una Finlandia neutral e independiente, y algunos de ellos exigieron la anexión de Aunus, Viena Karelia y Petsamo y áreas de Karelia rusa a Finlandia. El tratado rojo ruso-finlandés tuvo solo una importancia menor para los bolcheviques mientras llevaban a cabo negociaciones de paz con el Imperio alemán. Al final, el destino de los Rojos finlandeses y RSTF se determinó a través de las decisiones políticas de poder hechas entre Rusia y Alemania.
Lenin tenía como objetivo detener un colapso completo de Rusia después del año revolucionario 1917. Mientras estaba en la oposición política antes de la Revolución de Octubre, Lenin enfatizó la política del derecho de las naciones a la autodeterminación para las antiguas partes de  el Imperio Ruso. Después de la exitosa toma del poder en octubre de 1917 y en enero de 1918, la estrategia política de poder de los bolcheviques se desplazó gradualmente hacia el federalismo. En cuanto a Finlandia, Lenin planeó su anexión por Rusia, pero la Guerra Civil Rusa, el Tratado de Brest-Litovsk y la victoria de las Guardias Blancas en la guerra civil finlandesa y el marcado nacionalismo entre los socialistas finlandeses estancaron su plan.